# Albatros J-Typen
Die Albatros J-Typen waren deutsche Erdkampfflugzeuge, die im letzten Kriegsjahr des Ersten Weltkriegs zur Luftnahunterstützung zum Einsatz kamen.

## Albatros J.I (L 40)

### Entwicklung
Die 1917 von den Ingenieuren Thelen und Schubert entwickelte Albatros J.I war als Schlachtflugzeug zur direkten Unterstützung der Infanterie konzipiert worden; die Typenbezeichnung „J“ stand dabei für die neue Kategorie „Infanterieflugzeug“ (kurz „IFL“). Der Entwurf orientierte sich an der bereits in die Serienfertigung gelaufenen, zweistieligen Albatros C.XII. Man übernahm den für Albatros typischen, mit Sperrholz beplankten Rumpf, das Heckleitwerk aus geschweißtem Stahlrohr und die mit Leinen bespannten Tragflächen. Das Flugzeug sollte ebenfalls von einem wassergekühlten Sechszylinder-Reihenmotor angetrieben werden. Im Gegensatz zu ihrem Schwestertyp besaß die J.I allerdings leicht gepfeilte Tragflächen und einen rechteckigen Rumpfquerschnitt. Außerdem wurde auf die Klauenbremse am Fahrwerk verzichtet. Wesentlich war der nach unten gezogene Bug mit niedrig gehaltener Motoraufhängung sowie vor allem die unten und an den Seiten des Cockpits angebrachten fünf Millimeter dicken Stahlplatten, die die Besatzung speziell bei Tiefangriffen gegen den Beschuss durch Bodentruppen schützen sollten, was das Flugzeug 490 kg schwerer und dadurch langsam und schwerfällig machte. Die Feuerkraft wurde auf drei MG erhöht, davon zwei starr montierte LMG 08/15 und ein bewegliches LMG 14 „Parabellum“.
Insgesamt lieferten die Albatros Flugzeugwerke in Berlin-Johannisthal mit ihrem Zweigwerk Ostdeutsche Albatros-Werke (OAW) in Schneidemühl und ihren Lizenznehmern BFW und Linke-Hofmann etwa 240 Albatros J.I.

### Einsatz
Bereits bei ihrer Feuertaufe im April 1918 in der 4. Flandernschlacht zeichneten sich die Albatros J.I. aus. Selbst beschussfest gegen Infanteriefeuer griffen die Maschinen gegnerische Stellungen im extremen Tiefflug an, wobei ihre Piloten aufgrund der guten Sicht nach vorn feindliche Bodentruppen mit der vollen Feuerkraft der beiden 45° nach unten gerichteten MG bekämpften und der Fliegerschütze mit seinem beweglichen MG, sowie leichten Bomben und Handgranaten den Feuerüberfall fortsetzte. In Einsatzhöhen zwischen 50 und 500 m wurden die J.I im Verbund mit den schweren „Blechkästen“ von Junkers und AEG eingesetzt, unter dem Begleitschutz der ungepanzerten, aber dafür schnellen und wendigen „Pappschachteln“ Halberstadt und Hannover, die die Sicherung gegen Jagdflieger übernahmen. Diese Flugzeugtypen bildeten Mitte 1918 den Kernbestand der deutschen Schlachtgeschwader an der Westfront. Neben Angriffseinsätzen hielten diese Verbindung zu einzelnen Stützpunkten, unterstützten Stoßtruppunternehmen, warfen Meldungen und Versorgungsmaterial ab oder erkundeten den Verlauf der vordersten Linie.
Die Albatros J.I blieb bis zum Waffenstillstand bei den deutschen Luftstreitkräften im Einsatz. Zwei Flugzeuge wurden an die verbündeten k.u.k. Luftfahrtruppen geliefert.
Nach dem Krieg erhielt die Albatros J.I die zivile Handelsbezeichnung L.40. Zehn J.I dienten bis 1921 in den polnischen Luftstreitkräften. Auch Norwegen und die Ukraine übernahmen einige Flugzeuge.

## Albatros J.II (L 42)

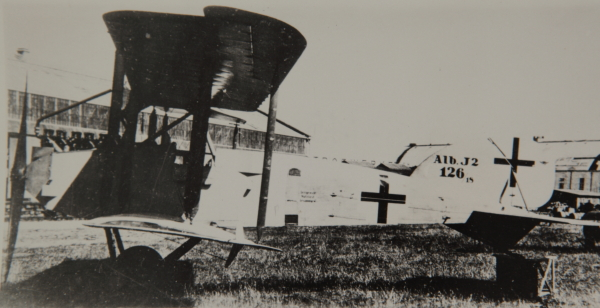
Albatros J.II, 1917

Konnte die J.I noch als Variante der Mehrzweckflugzeugen der Albatros-C-Typen gelten, so war ihr Nachfolgemodell Albatros J.II weitgehend neu konzipiert und ähnelte kaum noch den C-Schwestertypen. Auf die für Albatros-Flugzeuge typische runde Propellerhaube wurde nun verzichtet. Völlig auf Kampfeinsätze in 50 bis 150 Metern Höhe eingestellt, war sie wesentlich kompakter gebaut; ihre Panzerung war bis zum Bug verlängert worden, was das Flugzeug trotz des stärkeren Motors und der kleineren Abmessungen noch langsamer und schwerfälliger machte.
Obwohl die beauftragten Werke bereits voll mit der Produktion der Albatros J.I ausgelastet waren, wurden im Februar 1918 bereits 50 Zulassungsnummern für eine erste Serienfertigung der J.II freigegeben (J.II 125 bis 174/18), doch die ersten Albatros J.II kamen erst im Juni 1918 an die Front.
Von diesem Typ wurden bis zum Kriegsende noch 90 Stück geliefert.
Mit der Auflösung der deutschen Luftstreitkräfte wurden die meisten J.II verschrottet; drei im Baltikum zurückgebliebene Flugzeuge (J.II 705/18, 710/18 und 714/18) wurden von der litauischen Fliegertruppe verwendet.

## Albatros J.III (L 48)
Im Jahr 1918 wurde noch eine verbesserte J.II mit 260-PS-Motor entworfen, von der aber nur Versuchsmuster gebaut wurden.

## Technische Daten
| Kenngröße             | Albatros J.I (L 40)                                                        | Albatros J.II (L 42)                                                       |
| --------------------- | -------------------------------------------------------------------------- | -------------------------------------------------------------------------- |
| Besatzung             | 2                                                                          | 2                                                                          |
| Länge                 | 8,83 m                                                                     | 8,43 m                                                                     |
| Spannweite            | 14,14 m                                                                    | 13,55 m                                                                    |
| Höhe                  | 3,3 m                                                                      | 3,4 m                                                                      |
| Flügelfläche          | 42,8 m²                                                                    | 43,2 m²                                                                    |
| Leermasse             | 1398 kg                                                                    | 1517 kg                                                                    |
| max. Startmasse       | 1808 kg                                                                    | 1927 kg                                                                    |
| Triebwerk             | Benz Bz. IV                                                                | Benz Bz. IVa                                                               |
| Startleistung         | 200 PS (147 kW)                                                            | 220 PS (162 kW)                                                            |
| Höchstgeschwindigkeit | 140 km/h                                                                   | 140 km/h                                                                   |
| Steigzeit auf 1000 m  | 8 min                                                                      | 8:42 min                                                                   |
| Steigzeit auf 1500 m  |                                                                            | 19:36 min                                                                  |
| Steigzeit auf 3000 m  | 26 min                                                                     |                                                                            |
| Steigzeit auf 4000 m  | 55 min                                                                     |                                                                            |
| Dienstgipfelhöhe      | 4500 m                                                                     | 4000 m                                                                     |
| Reichweite            | 350 km                                                                     | 500 km                                                                     |
| Flugdauer             | 3:15 h                                                                     | 2:30 h                                                                     |

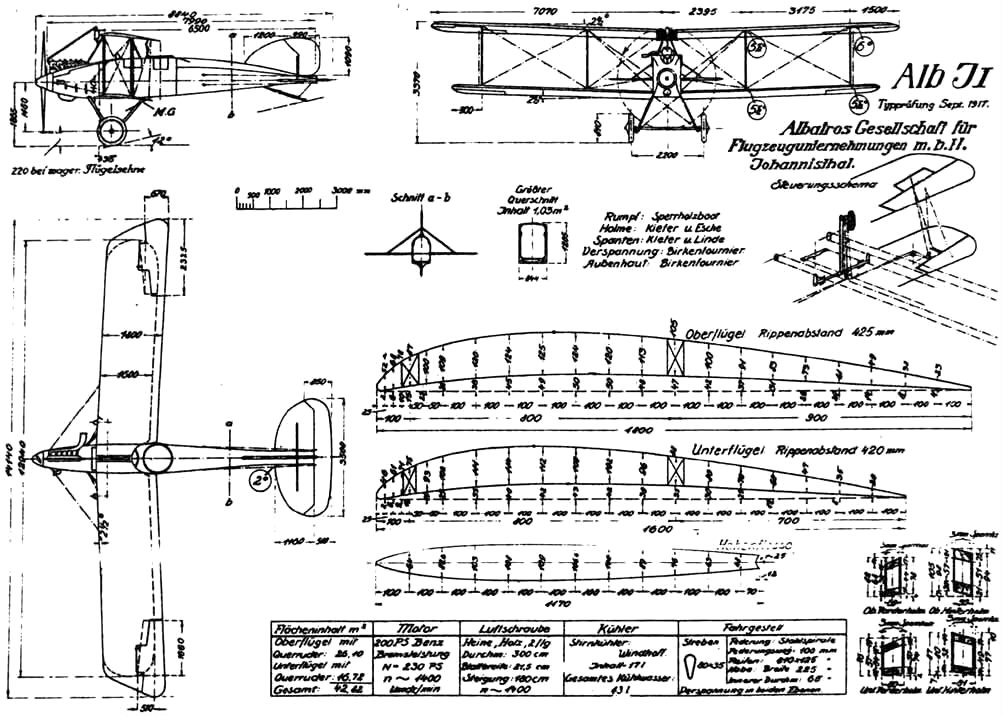
Risszeichnung der J.I

| Bewaffnung            | - zwei starr montierte LMG 08/15 und - ein bewegliches LMG 14 „Parabellum“ | - zwei starr montierte LMG 08/15 und - ein bewegliches LMG 14 „Parabellum“ |